# آوای مردمی

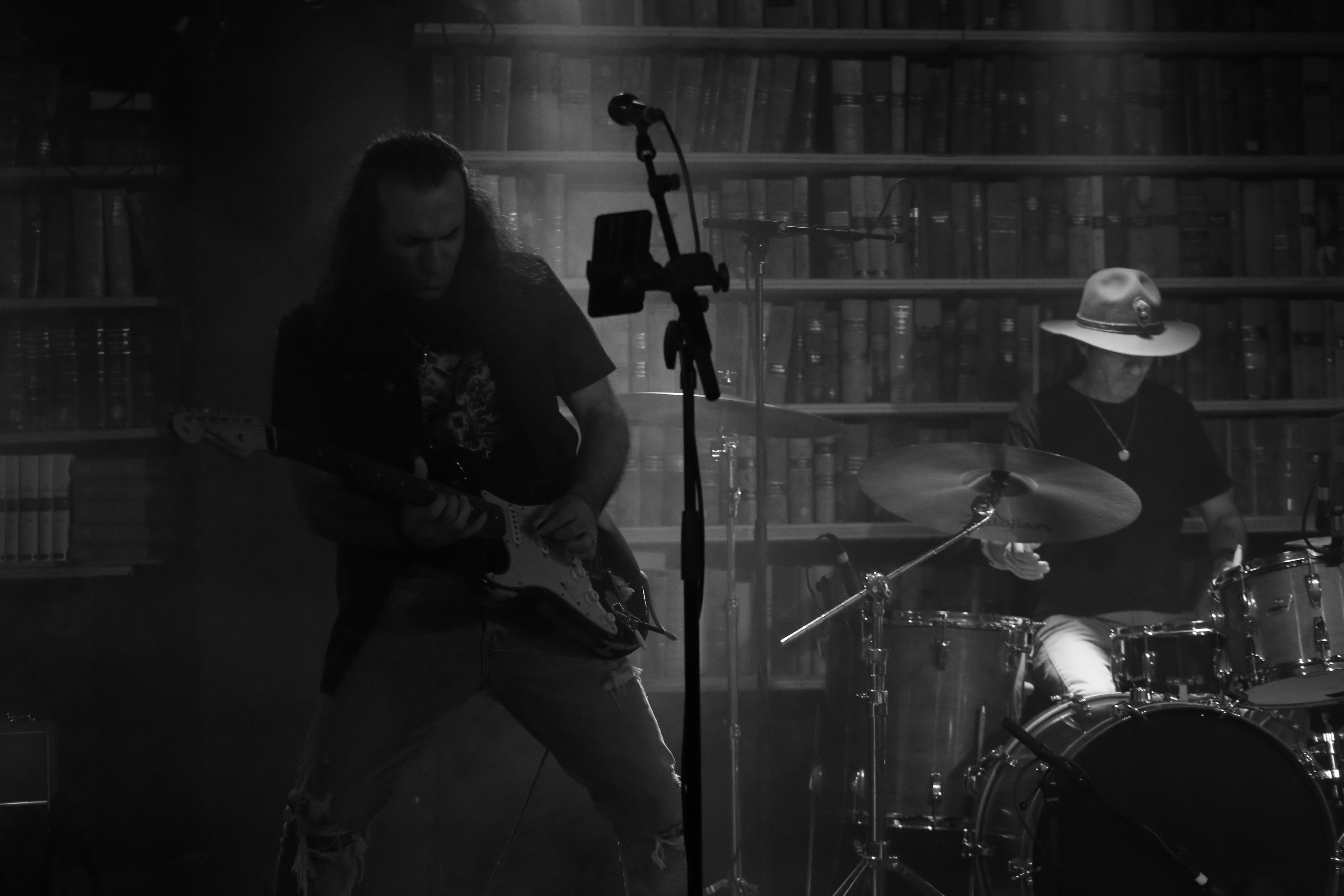
آوای مردمی، کنسرت ولینگتتون، 1403

آوای مردمی (انگلیسی: Public Voice band) یک گروه موسیقی پراگرسیو راک است که توسط برادران رضا و بهمن خلیلی در ایران تأسیس شد.

## اعضای گروه

### رضا خلیلی
رضا خلیلی (متولد ۱۳۵۸ در تهران) خواننده، گیتاریست، ترانه‌سرا و آهنگساز گروه است. وی در ۱۵ سالگی نواختن گیتار الکتریک را با سبک راک و بلوز شروع کرد. وی در سال ۱۴۰۱ در رشتهٔ موسیقی از کالج Equippers در اوکلند، نیوزیلند، فارغ‌التحصیل شده است.

### بهمن خلیلی
بهمن خلیلی (متولد ۱۳۵۶ در تهران) یک نوازندهٔ راک و درامر گروه است. او در ۱۷ سالگی نواختن درام را با سبک راک شروع کرد. او هم‌زمان با پیگیری موسیقی، در رشتهٔ دامپزشکی تحصیل کرد. بهمن خلیلی هم‌چنین در سال ۱۴۰۲ در رشتهٔ تولید فیلم از کالج Yoobee در ولینگتون، نیوزیلند فارغ‌التحصیل شده است.

## آلبوم‌ها
«فرار از تاریکی» نام اولین آلبوم آوای مردمی است که در سال ۱۳۸۴ منتشر شد. این گروه هم‌چنین دو آلبوم به نام‌های «مزرعهٔ آرام» (۱۳۸۶) و «سقوط» (۱۳۸۸) هم به صورت زیر زمینی منتشر کرده است.

## تاریخچه
گروه آوای مردمی در سال ۱۳۷۵ تشکیل شد و یکی از اولین گروه‌های راک بود که پس از انقلاب اسلامی در ایران ظهور کرد. موسیقی آن‌ها تحت تأثیر گروه‌های پراگرسیو راک مثل پینک فلوید بود. محتوای موسیقی گروه، با ایدئولوژی دینی جمهوری اسلامی ایران در تضاد بود و این منجر به آزار و اذیت، زندانی شدن و در مقطعی تغییر نام اجباری گروه به «آتشباد» شد. سال‌های اولیهٔ فعالیت گروه در ایران با سختی‌های بسیاری همراه بود. علاوه بر این، آن‌ها با مشکلاتی از جمله مشکلات مالی برای تهیهٔ ساز و چالش‌های یافتن مکان‌های تمرین به دلیل محدودیت‌های دولتی مواجه بودند. با وجود این موانع، موسیقی منحصر به فرد و اجراهای پرشور آن‌ها باعث افزایش روزافزون مخاطبین این گروه شده بود. در آن زمان، آوای مردمی بیشترین جمعیت کنسرت‌های راک را در ایران داشت و اولین گروهی بود که پس از انقلاب اسلامی از واژهٔ «راک» به صورت رسمی در تبلیغات کنسرت خود استفاده کرد. مجموعهٔ این عوامل، باعث ایجاد تنش بین گروه و نظام مذهبی جمهوری اسلامی شده بود. یکی از حوادث وحشتناک شامل مسمومیت عمدی اعضای گروه توسط عوامل دولتی پیش از یک کنسرت بزرگ بود. این رویداد به همراه بازداشت و زندانی شدن آن‌ها نمادی از سرکوبی بود که آن‌ها برای هنرشان مواجه شدند. پس از این حادثه، در اواخر سال ۱۳۸۸ گروه تصمیم به ترک ایران گرفتند.

## فرار و نیوزیلند
فرار آوای مردمی از ایران سفری طولانی و پرمشقت بود. آن‌ها در ترکیه (۱۳۸۸–۱۳۸۹)، آذربایجان (۱۳۸۹–۱۳۹۰)، و مالزی (۱۳۹۰–۱۳۹۹) زندگی کردند و در نهایت در اسفند ۱۳۹۹ در نیوزیلند مستقر شدند. این فرایند با چالش‌هایی از جمله محدودیت‌های ویزایی، مواجهه با گروه‌های خلافکار، و نظارت پلیس همراه بود. برادران خلیلی هم‌چنان با تأثیرات روانی تجربیات خود در ایران دست و پنجه نرم می‌کنند.

## زندگی در نیوزیلند
آوای مردمی هم‌چنان به ساخت موسیقی در نیوزیلند ادامه می‌دهد و در مکان‌ها و رویدادهای مختلف اجرا می‌کند. آن‌ها ضمن پذیرش خانهٔ جدید خود در نیوزیلند، هم‌چنان به ریشه‌های ایرانی خود پایبند هستند. گروه در جامعهٔ ایرانی محلی فعال است و از جنبش زن، زندگی، آزادی حمایت کرده‌اند.